# Glen Shirton
Douglas Glen Shirton (Kanada, Ontario, Barrie, 1947. július 15. –) profi jégkorongozó.

## Karrier
Komolyabb junior karrierjét az OHA-Jr.-ban a Peterborough Petes kezdte 1963-ban. Az 1963-as NHL-amatőr drafton a Montréal Canadiens választotta ki a 4. kör 18. helyén. A National Hockey League-ben sosem játszott. Ezután az OHA-B-be a Chatham Maroonsba került. Végül 1966 és 1968 között az OHA-Jr. London Nationalsben fejezte be a junior karrierjét. Felvételt nyert a Bowling Green State University-re és három évig tanult az egyetemen valamint játszott az egyetemi csapatban. A három év alatt folyamatosan csapatkapitány volt. Az egyetem után egy évvel rövid ideig még játszott, mint profi a World Hockey Associationban a Cleveland Crusadersben és az American Hockey League-es Jacksonville Baronsban. Visszavonulása után kamionsofőr lett.

## Díjai
- NCAA (MCHA) Első All-Star Csapat: 1969, 1970.